# سید فرید موسوی
سید فرید موسوی (زاده ۱۳۵۹ مراغه) اقتصاددان و چهرهٔ سیاسی اصلاح طلب است که نماینده مردم مراغه و عجب شیر، سراجو و قلعه چای در دوره دوازدهم مجلس شورای اسلامی است. وی پیش‌تر نماینده حوزه انتخابیه تهران، ری، شمیرانات، اسلامشهر و پردیس در دوره دهم مجلس شورای اسلامی بوده‌است‌.
او دارای مدرک دکتری مدیریت و عضو هیئت علمی دانشگاه خوارزمی است. دکتر سید فرید موسوی فعالیت در شبکه بانکی در سطوح مختلف کارشناسی و مدیریتی را در بانک توسعه صادرات ایران از سال ۱۳۸۷ در سابقه خود دارد.
وی دکترای خود را با نگارش رساله‌ای با عنوان «طراحی مدل سرآمدی مدیریت نوآوری در شبکه بانکی» از دانشگاه تربیت مدرس اخذ کرده‌است.
علاوه بر عضویت در هیئت علمی دانشگاه؛ عضویت در هیئت مدیره بانک ملی ایران ، معاونت کل اعتباری بانک ملی ، سرپرستی دبیرخانه بانکداری اسلامی مؤسسه عالی آموزش بانکداری ایران (وابسته به بانک مرکزی)، عضویت در هیئت امنای صندوق توسعه ملی و عضویت در هیئت امنای صندوق ذخیره کارکنان شهرداری تهران از دیگر سوابق کاری موسوی است.
او اجرای چندین طرح پژوهشی و هدایت چندین پایان‌نامه تحصیلی مرتبط با بانکداری و نظام بانکی را نیز در کارنامه دارد.
وی در دوره دهم مجلس شورای اسلامی عضو کمیسیون اقتصادی مجلس و نایب رئیس این کمیسیون بوده‌است، ایشان در حال حاضر عضو حزب رفاه و سلامت نیز می‌باشد. او دارای ارتباطات سیاسی نزدیکی با محسن مهرعلیزاده، محمدرضا عارف و سید مصطفی سید هاشمی نماینده سابق مردم مراغه در مجلس شورای اسلامی است.

## نماینده تهران در مجلس دهم
در دهمین دوره انتخابات مجلس شورای اسلامی، سید فرید موسوی، در لیست سی نفرهٔ ائتلاف فراگیر اصلاح طلبان: گام دوم در تهران حضور داشت و توانست با کسب ۱٬۱۲۵٬۹۹۲ رأی، در رتبهٔ بیست و چهارم تهران، وارد مجلس دهم شود.
سید فرید موسوی، دربارهٔ تفکر نمایندگان در مورد خودشان گفت: «عده‌ای فکر می‌کنند که دغدغه‌های ما لاکچری است، حال آنکه اینطور نیست. ما ۳۵ نفر نماینده تهران یک طرف می‌ایستیم و مابقی نمایندگان مجلس، در مقابل ما قرار می‌گیرند. بیش از ۵۰ درصد بار مالیاتی کشور را استان تهران تأمین می‌کند، ولی در برگشت اعتبارات، تهران در پایین‌ترین سطح قرار دارد و وقتی می‌گوییم بخشی از آن را به تهران اختصاص بدهید، همه دادشان در می‌آید.
سید فرید موسوی طراح اصلاحیه قانون منع بکارگیری بازنشستگان است که با اکثریت ۸۱ درصدی در مجلس شورای اسلامی تصویب شد و از آن به عنوان یک زلزله مدیریتی یاد می‌شود. فرید موسوی طرح استقلال مدیریت شهری شهرستان ری را نیز تقدیم مجلس کرده‌است که آن را پاسخی به مطالبه قدیمی شهروندان شهر ری می‌دانند. سید فرید موسوی در دی ماه سال ۹۷، طرح «حمایت و تشویق اطلاع‌دهندگان مفاسد اقتصادی و اداری» را تقدیم مجلس کرده که کارشناسان آن را گام مهمی برای مبارزه با فساد سیستماتیک در ساخت اداری و اقتصادی ایران می‌دانند.
(مصاحبه با ایسنا)

## نماینده مراغه و عجب شیر در مجلس دوازدهم
در دوازدهمین دوره انتخابات مجلس شورای اسلامی، سید فرید موسوی، با اکثریت آرا (۳۲۸۷۶ رای) نماینده مردم مراغه، عجب شیر، سراجو و قلعه چای در مجلس شورای اسلامی گردید که با حمایت اکثر چهره های مشهور شهرستانی و استانی از جمله شهردار و فرمانداران سابق و معتمدان شهرستان مراغه، همراه گشت. یکی دیگر از حامیان مطرح دکتر سید فرید موسوی در این دوره احسان باکری فرزند شهید باکری بود که به حمایت از وی پرداخت و او را شایسته نمایندگی مردم دانست.

## سوابق
- عضو اسبق هیئت مدیره و معاونت کل اعتباری بانک ملی ایران [۸]
- عضو هیئت علمی دانشگاه خوارزمی [۹]
- عضو هیئت مدیره انجمن مهندسی صنایع ایران [۱۰]
- عضو انجمن علوم مدیریت
- عضو انجمن مدیریت صنعتی ایران
- مشاور عالی جامعه مدیران کنترل کیفیت صنایع کشور
- دارای کتب و مقالات علمی متعدد.[۱]